# Alicja Urbanik-Kopeć
Alicja Urbanik-Kopeć (ur. 1990) – badaczka historii literatury i kultury polskiej XIX wieku, autorka książek historycznych.

## Życiorys
W 2017 roku obroniła doktorat w zakresie kulturoznawstwa w Instytucie Kultury Polskiej na Wydziale Polonistyki Uniwersytetu Warszawskiego. Oprócz kulturoznawstwa ukończyła też w 2014 roku filologię angielską w ramach Międzywydziałowych Indywidualnych Studiów Humanistycznych Uniwersytetu Warszawskiego. Od 2019 roku adiunkt w Instytucie Historii Nauki PAN oraz koordynatorka do spraw Szkoły Doktorskiej Anthropos.
Jej zainteresowania naukowe to dziewiętnastowieczna nowoczesność (od spirytyzmu, poprzez wystawy i wynalazczość, po społeczne ruchy emancypacyjne, zwłaszcza emancypację kobiet), analiza dyskursu emancypacyjnego XIX i XX wieku, edukacja kobiet i grup wykluczonych.
Pracuje w Pracowni Dziejów Oświaty i Antropologii Kultury w Instytucie Historii Nauki PAN.

## Twórczość
- 2018 – Anioł w domu, mrówka w fabryce[5], wyd. Krytyka Polityczna
- 2019 – Instrukcja nadużycia. Historie kobiet służących w dziewiętnastowiecznych domach[6], wyd. Post Factum (Sonia Draga)
- 2021 – Chodzić i uśmiechać się wolno każdemu. Praca seksualna w XIX wieku na ziemiach polskich[7], wyd. Krytyka Polityczna
- 2022 -  Matrymonium. O małżeństwie nieromantycznym[8], wyd. Czarne

## Nagrody i wyróżnienia
- 2019 – Nagroda KLIO, w kategorii autorskiej i monografii naukowych, za książkę Anioł w domu, mrówka w fabryce, przyznawane przez Porozumienie Wydawców Książki Historycznej za wybitny wkład w popularyzację historii.

- 2019 – Nominacja do Nagrody Historycznej POLITYKI, dział debiuty w pracach naukowych i popularnonaukowych, za książkę Anioł w domu, mrówka w fabryce[9].